# Duk (piłkarz)
Luís Henrique Barros Lopes (ur. 16 lutego 2000 w Lizbonie) – kabowerdyjsko-portugalski piłkarz, grający na pozycji środkowego napastnika w Aberdeen F.C. i reprezentacji Republiki Zielonego Przylądka.

## Klub

### Początki
Zaczynał karierę w Sporting CP. Następnie, w 2011 roku został graczem CF Montelavarenses. 3 lata później trafił do AD Oeiras, gdzie występował do 2015 roku. Wtedy zmienił barwy klubowe na B-SAD. W 2017 roku został zawodnikiem SL Benfica.

### SL Benfica B
Duk w SL Benfica B zadebiutował 16 lutego 2020 roku w meczu przeciwko CD Cova Pietade (2:0 dla Benfiki). Na boisko wszedł w 84. minucie, zastępując Daniela dos Anjosa. Pierwszego gola i asystę strzelił i zaliczył 19 września 2020 roku w meczu przeciwko Casa Pia AC (0:6). Asystował przy golu w 22. minucie, a sam do siatki trafił 7 minut później. Łącznie w rezerwach Benfiki zagrał 42 mecze, w których strzelił 11 goli i zaliczył jedną asystę.

### Aberdeen F.C.
15 lipca 2022 roku został zawodnikiem Aberdeen F.C., podpisał trzyletni kontrakt.

## Reprezentacja
W reprezentacji Portugalii U-18 zagrał 5 meczów, strzelił 2 gole i zanotował jedną asystę.
W reprezentacji Portugalii U-19 zagrał 9 spotkań, w których strzelił dwie bramki.
W reprezentacji Republiki Zielonego Przylądka zadebiutował 12 czerwca 2022 roku w meczu przeciwko reprezentacji Ekwadoru (1:0 dla zespołu z Ameryki Południowej). Na boisku spędził 79 minut. Łącznie do 16 lipca 2022 zagrał jeden mecz.